# لیندا جکسون
لیندا جکسون (انگلیسی: Linda Jackson) (زاده ۱ ژوئن ۱۹۵۹) کارآفرین، بازرگان و مدیر ارشد اجرایی بریتانیایی است، که در سال‌های ۲۰۰۵ تا ۲۰۱۴ به‌عنوان مدیر عامل اجرایی شرکت سیتروئن فعالیت می‌کرد و اکنون مدیرعامل اجرایی شرکت پژو است.